# ماریو لاندولفی
ماریو لاندولفی (انگلیسی: Mario Landolfi؛ زادهٔ ۶ ژوئن ۱۹۵۹) روزنامه‌نگار، و سیاستمدار اهل ایتالیا است.

## زندگی‌نامه
ماریو در ۱۹۵۹ در موندراگونه در استان کسرتا متولد شد.